# Анічкін Матвій Семенович
Матвій Семенович Анічкін (справжнє прізвище Шнеур; нар. 22 лютого 1951, Бердичів, Українська РСР) — радянський і російський музикант, композитор, музичний продюсер українського походження. Один з учасників і творців рок-групи «Круїз».

## Біографія і діяльність
Матвій Анічкін народився в місті Бердичеві. Закінчив музичну школу по класу баяна, потім вступив до машинобудівного технікуму, а на третьому курсі технікуму — до Житомирського музичного училища на духове відділення (клас труби). Навчаючись у технікумі, зібрав джаз-рокову групу, де не тільки був музикантом, але і пробував свої сили як композитор і аранжувальник. Потім поступив до Івано-Франківського музично-педагогічного інституту, але не закінчив його через насичене гастрольне життя з ансамблем «Джерела», де Анічкін був керівником і музикантом (труба, клавіші). На гастролях в Одесі познайомився з московським оркестром «Радянська Пісня», одним із керівників якого був Олексій Мажуков, який запросив Матвія працювати в оркестрі трубачем і аранжувальником.
У 1974 році Анічкін вирішив зібрати свій власний естрадний колектив, який отримав назву «Молоді Голоси». У 1978 році вирішив посилити духову секцію ансамблю і запросив у нього тромбоніста Сергія Богданова з ВІА «Магістраль». (Існує також версія, що Анічкін потрапив у автомобільну катастрофу, в зв'язку з чим частина учасників «Молодих Голосів» пішла з ансамблю, тимчасово залишившись без керівника, і потім довелося набирати нових, але Анічкін цю версію заперечує). Надалі в «Молоді Голоси» перейшли й інші музиканти з ВІА «Магістраль», серед яких були Валерій Гаїна, Олександр Монін, Олександр Кирницький і Всеволод Королюк.
У вересні 1978 року «Молоді Голоси» з успіхом виступили на фестивалі «Сочі-78», зайнявши там ІІІ місце. Як заохочення колективу дозволили записати кілька пісень на студії фірми «Мелодія» (міньйон з цими записами вийшов у світ у 1980 році). У 1979 році до ансамблю влився клавішник Сергій Саричев. Підбадьорені успіхом у Сочі, музиканти написали і поставили на сцені рок-оперу «Зоряний блукач» у стилі артрок. Крім того, учасники групи стали самостійно складати пісні, які користувалися великим успіхом у публіки.
У 1980 році ансамбль взяв участь у фестивалі «Юність Балтики», на якому Матвій Анічкін отримав першу премію за кращу аранжування диско-композицій.
До 1981 році Анічкін і Гаїна вирішують змінити концепцію і назву колективу. Колишній ВІА «Молоді Голоси» стає рок-групою «Круїз». Створюється новий репертуар, й Анічкін, що надійшов до цього часу на режисерський факультет ГІТІСу, стає постановником програм і керівником групи, а також співавтором багатьох пісень. «Круїз» швидко стає одним з найпопулярніших хард-рок-колективів в СРСР. Склад групи часто змінюється, Гаїна експериментує з музичними стилями, і до початку 1987 року «Круїз» перетворюється в тріо, яке виконує хеві-метал. З новим репертуаром група також успішно гастролює по країні і починає виїжджати на гастролі в Європу.
У 1986 році Анічкін допомагає композитору Юрію Чернавскому у створенні СГП «Рекорд» при Мінкульті СРСР. Стилістичні метаморфози, що відбуваються з «Круїзом», а також умови контракту з німецьким відділенням звукозаписної компанії «WEA» залишають Матвія Анічкіна поза гуртом, і Юрій Чернавський в 1988 році запрошує його до СГП «Рекорд» як генерального директора і художнього керівника.
У 1989 році виникає техно-проєкт «ЧЮМА» (Юрій Чернавський/Матвій Анічкін), результатом діяльності якого стає кілька записаних пісень та відео.
У 1990 році Анічкін разом з Чернавським їде на роботу до  ФРН, де вони засновують звукозаписну студію в англійській зоні Берліна «Гатов».
У 1993 році Анічкін повертається на батьківщину, але незабаром їде з родиною в Нью-Йорк, а пізніше в Лос-Анджелес, де Чернавський створив компанію «LA 3D Motion», і стає менеджером цієї компанії, продюсує західні групи.
У 1995—1996 роках Анічкін бере участь у створенні альбому групи «Черный Кофе» «П'яний Місяць». Альбом записується в каліфорнійській студії «USMP», Анічкін виступає в якості продюсера альбому, музиканта і автора текстів деяких пісень. Також разом з Чернавським Анічкін працює над програмою Валерія Леонтьєва «По дорозі в Голлівуд».
У 1997 році Матвій Анічкін повертається до Москви в якості продюсера бойз-бенду «Тет-а-Тет», де вокалістом є Лев Грачов — син Анічкіна. У складі групи також виступають Іраклій Пірцхалава та Dino MC 47. В 1999 році виходить дебютний альбом гурту «Допоможи собі сам» («PolyGram»). Учасники «Тет-а-Тет» і Матвій Анічкін відкривають танцювальний коледж «Dance College», де заняття проводять самі учасники бенду. У 2001 році група «Тет-а-Тет» припиняє своє існування, а «Dance College» приєднується до досугового центру «Арт-Академія» під керівництвом Олега Якімука.
У ці ж роки Анічкін як продюсер працює з такими виконавцями, як Данко, Лада Денс, Ірина Салтикова.
З 2001 по 2005 роки Анічкін продюсує співачку Аріану.
З 2005 року — президент і член Ради директорів групи компаній «Монополія якості».
В даний час Матвій Анічкін тісно співпрацює з Олександром Козуліним і є керівником продюсерського центру «Bitrate School», а також має посаду продюсера у Школі професійного творчого розвитку Алли Пугачової «Future Star». Продюсує Микиту Преснякова.

## Музика у бібліотеках та базах даних
- Библус [Архівовано 5 березня 2016 у Wayback Machine.]
- Библус [Архівовано 30 червня 2016 у Wayback Machine.]
- Національна бібліотека Республіки Молдова[недоступне посилання з Май 2018]
- Національна бібліотека Республіки Молдова[недоступне посилання з Май 2018]